# Patinage de vitesse sur piste courte aux Jeux olympiques de 2014 - 1 500 mètres femmes
Navigation
Vancouver 2010 Pyeongchang 2018
L'épreuve féminine de 1 500 mètres de patinage de vitesse sur piste courte ou short-track a eu lieu le 15 février 2014 aux JO d'hiver de Sotchi. La finale a été lancée à 16h06 (heure de Moscou).
L'épreuve a été remportée par la Chinoise Zhou Yang, suivie de la Sud-Coréenne Shim Suk-Hee et de l'Italienne Arianna Fontana.

## Médaillées
| Or              | Argent             | Bronze                |
| Zhou Yang (CHN) | Shim Suk-Hee (KOR) | Arianna Fontana (ITA) |

## Séries
DNS — N'a pas commencé
DNF — N'a pas terminé
DSQ — Disqualifié

### Série 1
| Rang | Athlète           | Nationalité  | Temps          | Différence | Note |
| ---- | ----------------- | ------------ | -------------- | ---------- | ---- |
| 1    | Shim Suk-Hee      | Corée du Sud | 2 min 24 s 765 | –          | Q    |
| 2    | Marie-Ève Drolet  | Canada       | 2 min 24 s 859 | + 0 s 094  | Q    |
| 3    | Anna Seidel       | Allemagne    | 2 min 25 s 700 | + 0 s 935  | Q    |
| 4    | Martina Valcepina | Italie       | 2 min 27 s 212 | + 2 s 447  |      |
| 5    | Véronique Pierron | France       | 2 min 55 s 658 | + 30 s 893 | Q    |
| 6    | Valeriya Reznik   | Russie       | DSQ            | NC         |      |

### Série 2
| Rang | Athlète         | Nationalité     | Temps          | Différence | Note |
| ---- | --------------- | --------------- | -------------- | ---------- | ---- |
| 1    | Arianna Fontana | Italie          | 2 min 29 s 645 | –          | Q    |
| 2    | Olga Belyakova  | Russie          | 2 min 29 s 880 | + 0 s 235  | Q    |
| 3    | Ayuko Ito       | Japon           | 2 min 30 s 354 | + 0 s 709  | Q    |
| 4    | Inna Simonova   | Kazakhstan      | 2 min 30 s 499 | + 0 s 854  |      |
| 5    | Tatiana Bodová  | Slovaquie       | 2 min 31 s 788 | + 2 s 143  |      |
| 6    | Elise Christie  | Grande-Bretagne | DSQ            | NC         |      |

### Série 3
| Rang | Athlète             | Nationalité     | Temps          | Différence | Note |
| ---- | ------------------- | --------------- | -------------- | ---------- | ---- |
| 1    | Cho Ha-ri           | Corée du Sud    | 2 min 27 s 629 | –          | Q    |
| 2    | Valérie Maltais     | Canada          | 2 min 27 s 721 | + 0 s 092  | Q    |
| 3    | Jianrou Li          | Chine           | 2 min 27 s 758 | + 0 s 129  | Q    |
| 4    | Alyson Dudek        | États-Unis      | 2 min 27 s 899 | + 0 s 270  |      |
| 5    | Charlotte Gilmartin | Grande-Bretagne | 2 min 27 s 935 | + 0 s 306  |      |
| 6    | Biba Sakurai        | Japon           | 2 min 28 s 127 | + 0 s 498  |      |

### Série 4
| Rang | Athlète          | Nationalité | Temps          | Différence | Note |
| ---- | ---------------- | ----------- | -------------- | ---------- | ---- |
| 1    | Jorien ter Mors  | Pays-Bas    | 2 min 21 s 626 | –          | Q    |
| 2    | Heidum Bernadett | Hongrie     | 2 min 21 s 826 | + 0 s 200  | Q    |
| 3    | Agnė Sereikaitė  | Lituanie    | 2 min 21 s 900 | + 0 s 274  | Q    |
| 4    | Lucia Peretti    | Italie      | 2 min 22 s 953 | + 1 s 327  |      |
| 5    | Deanna Lockett   | États-Unis  | 2 min 25 s 140 | + 3 s 514  |      |
| 6    | Volha Talayeva   | Biélorussie | 2 min 27 s 817 | + 6 s 191  |      |

### Série 5
| Rang | Athlète            | Nationalité        | Temps          | Différence | Note |
| ---- | ------------------ | ------------------ | -------------- | ---------- | ---- |
| 1    | Zhou Yang          | Chine              | 2 min 26 s 543 | –          | Q    |
| 2    | Jessica Smith      | États-Unis         | 2 min 26 s 703 | + 0 s 160  | Q    |
| 3    | Yara van Kerkhof   | Pays-Bas           | 2 min 26 s 809 | + 0 s 266  | Q    |
| 4    | Marianne St-Gelais | Canada             | 2 min 27 s 071 | + 0 s 528  |      |
| 5    | Yui Sakai          | Japon              | 2 min 27 s 198 | + 0 s 655  |      |
| 6    | Kateřina Novotná   | République tchèque | 2 min 27 s 232 | + 0 s 689  |      |

### Série 6
| Rang | Athlète            | Nationalité  | Temps          | Différence | Note |
| ---- | ------------------ | ------------ | -------------- | ---------- | ---- |
| 1    | Emily Scott        | États-Unis   | 2 min 22 s 641 | –          | Q    |
| 2    | Alang Kim          | Corée du Sud | 2 min 22 s 864 | + 0 s 223  | Q    |
| 3    | Veronika Windisch  | Autriche     | 2 min 23 s 042 | + 0 s 401  | Q    |
| 4    | Qiuhong Liu        | Chine        | 2 min 24 s 640 | + 1 s 999  |      |
| 5    | Kónya Zsófia       | Hongrie      | 2 min 55 s 523 | + 32 s 882 |      |
| 6    | Tatiana Borodulina | Russie       | DNF            | NC         |      |

## Demi-finales
DNS — N'a pas commencé
DNF — N'a pas terminé
DSQ — Disqualifié

### Demi-finale 1
| Rang | Athlète          | Nationalité  | Temps          | Différence | Note |
| ---- | ---------------- | ------------ | -------------- | ---------- | ---- |
| 1    | Zhou Yang        | Chine        | 2 min 18 s 825 | –          | QA   |
| 2    | Shim Suk-Hee     | Corée du Sud | 2 min 18 s 966 | + 0 s 141  | QA   |
| 3    | Marie-Ève Drolet | Canada       | 2 min 19 s 516 | + 0 s 691  | QB   |
| 4    | Jessica Smith    | États-Unis   | 2 min 20 s 259 | + 1 s 434  | QB   |
| 5    | Yara van Kerkhof | Pays-Bas     | 2 min 20 s 291 | + 1 s 466  |      |
| 6    | Anna Seidel      | Allemagne    | 2 min 20 s 405 | + 1 s 580  |      |

### Demi-finale 2
| Rang | Athlète           | Nationalité | Temps          | Différence | Note |
| ---- | ----------------- | ----------- | -------------- | ---------- | ---- |
| 1    | Arianna Fontana   | Italie      | 2 min 19 s 336 | –          | QA   |
| 2    | Jorien ter Mors   | Pays-Bas    | 2 min 19 s 382 | + 0 s 046  | QA   |
| 3    | Heidum Bernadett  | Hongrie     | 2 min 20 s 196 | + 0 s 860  | QB   |
| 4    | Véronique Pierron | France      | 2 min 20 s 216 | + 0 s 880  | QB   |
| 5    | Olga Belyakova    | Russie      | 2 min 20 s 391 | + 1 s 055  |      |
| 6    | Agnė Sereikaitė   | Lituanie    | 2 min 20 s 398 | + 1 s 062  |      |
| 7    | Ayuko Ito         | Japon       | 2 min 56 s 961 | + 37 s 625 |      |

### Demi-finale 3
| Rang | Athlète           | Nationalité  | Temps          | Différence | Note |
| ---- | ----------------- | ------------ | -------------- | ---------- | ---- |
| 1    | Jianrou Li        | Chine        | 2 min 22 s 866 | –          | QA   |
| 2    | Alang Kim         | Corée du Sud | 2 min 22 s 928 | + 0 s 062  | QA   |
| 3    | Valérie Maltais   | Canada       | 2 min 23 s 069 | + 0 s 203  | QB   |
| 4    | Veronika Windisch | Autriche     | 2 min 23 s 241 | + 0 s 375  | QB   |
| 5    | Emily Scott       | États-Unis   | 2 min 23 s 439 | + 0 s 573  | QA   |
| –    | Cho Ha-ri         | Corée du Sud | DSQ            | NC         |      |

## Finales
DNS — N'a pas commencé
DNF — N'a pas terminé
DSQ — Disqualifié

### Finale A
| Rang                                | Athlète         | Nationalité  | Temps          | Différence |
| ----------------------------------- | --------------- | ------------ | -------------- | ---------- |
| Médaille d'or, Jeux olympiques      | Zhou Yang       | Chine        | 2 min 19 s 140 | –          |
| Médaille d'argent, Jeux olympiques  | Shim Suk-Hee    | Corée du Sud | 2 min 19 s 239 | + 0 s 099  |
| Médaille de bronze, Jeux olympiques | Arianna Fontana | Italie       | 2 min 19 s 416 | + 0 s 276  |
| 4                                   | Jorien ter Mors | Pays-Bas     | 2 min 19 s 656 | + 0 s 516  |
| 5                                   | Emily Scott     | États-Unis   | 2 min 39 s 436 | + 20 s 296 |
| –                                   | Jianrou Li      | Chine        | DNF            | NC         |
| –                                   | Alang Kim       | Corée du Sud | DSQ            | NC         |

### Finale B
| Rang | Athlète           | Nationalité | Temps          | Différence |
| ---- | ----------------- | ----------- | -------------- | ---------- |
| 6    | Valérie Maltais   | Canada      | 2 min 24 s 711 | –          |
| 7    | Jessica Smith     | États-Unis  | 2 min 25 s 787 | + 1 s 076  |
| 8    | Marie-Ève Drolet  | Canada      | 2 min 25 s 870 | + 1 s 159  |
| 9    | Heidum Bernadett  | Hongrie     | 2 min 26 s 004 | + 1 s 293  |
| 10   | Véronique Pierron | France      | 2 min 26 s 066 | + 1 s 355  |
| 11   | Veronika Windisch | Autriche    | 2 min 26 s 296 | + 1 s 585  |